# Иштван Постум
Иштван (Стефан) Постум (Postumus с лат. «Родившийся после смерти отца») (венг. Utószülött István; 1236, Венгерское королевство — 10 апреля 1271, Венеция) — венгерский князь из династии Арпадов. Герцог Славонии. Венецианский патриций.

## Биография
Сын короля Венгрии Андраша II (ок. 1175 — 26 октября 1235) и его третьей жены Беатрисы д’Эсте (ок. 1215 — до 8 мая 1245), дочери маркграфа Альдобрандино д’Эсте, представителя итальянского княжеского дома Эсте. Внук короля Белы III.
Родился после смерти отца. Его происхождение от Андраша II родственниками ставилось под сомнение. Считалось, что он незаконнорожденный, а его фактическим отцом был венгерский магнат — бан и палатин Денеш (Дионисий), сын Апольда, который по приказу короля Белы IV, наследника Андраша II, был ослеплён.
Иштван (Стефан) Постум носил титул герцога Славонии.
Старшие сводные братья, в том числе король Венгрии Бела IV, не давали ему согласие на получение герцогских доходов, на которые он имел право как сын венгерского короля. Поэтому Иштван жил в изгнании, сначала в Германии, а затем в Венеции под защитой дожей.
После смерти своего брата Белы IV в 1270 году, Иштван (Стефан) Постум вновь обратился с просьбой к Иштвану V подтвердить его королевское происхождение и герцогские права, вступил в союз с чешским королём Пржемыслом Отакаром II, чтобы с его помощью получить свои наследственные права в Венгрии и Хорватии. Однако после военного конфликта с хорватско-венгерским королём Иштваном V король Богемии отказался от претензий на Штирию, Каринтию и Крайну и разорвал союз с Постумом.

## Семья
Иштван (Стефан) Постум был дважды женат, первый раз, на вдове, Изабелле Травесани, от которой у него родился сын Стефан, умерший в раннем возрасте. Его второй женой была Томазина Морозини. Их сын Андраш III, стал последним королём Венгрии и Хорватии из династии Арпадов.
Умер в Венеции в возрасте 35 лет.